# Tülü
Tülü ist ein Ortsteil (Mahalle) im Landkreis Saimbeyli der türkischen Provinz Adana mit 110 Einwohnern (Stand: Ende 2024). Im Jahr 2011 hatte Tülü 155 Einwohner.